# ヨゼフ・ティソ

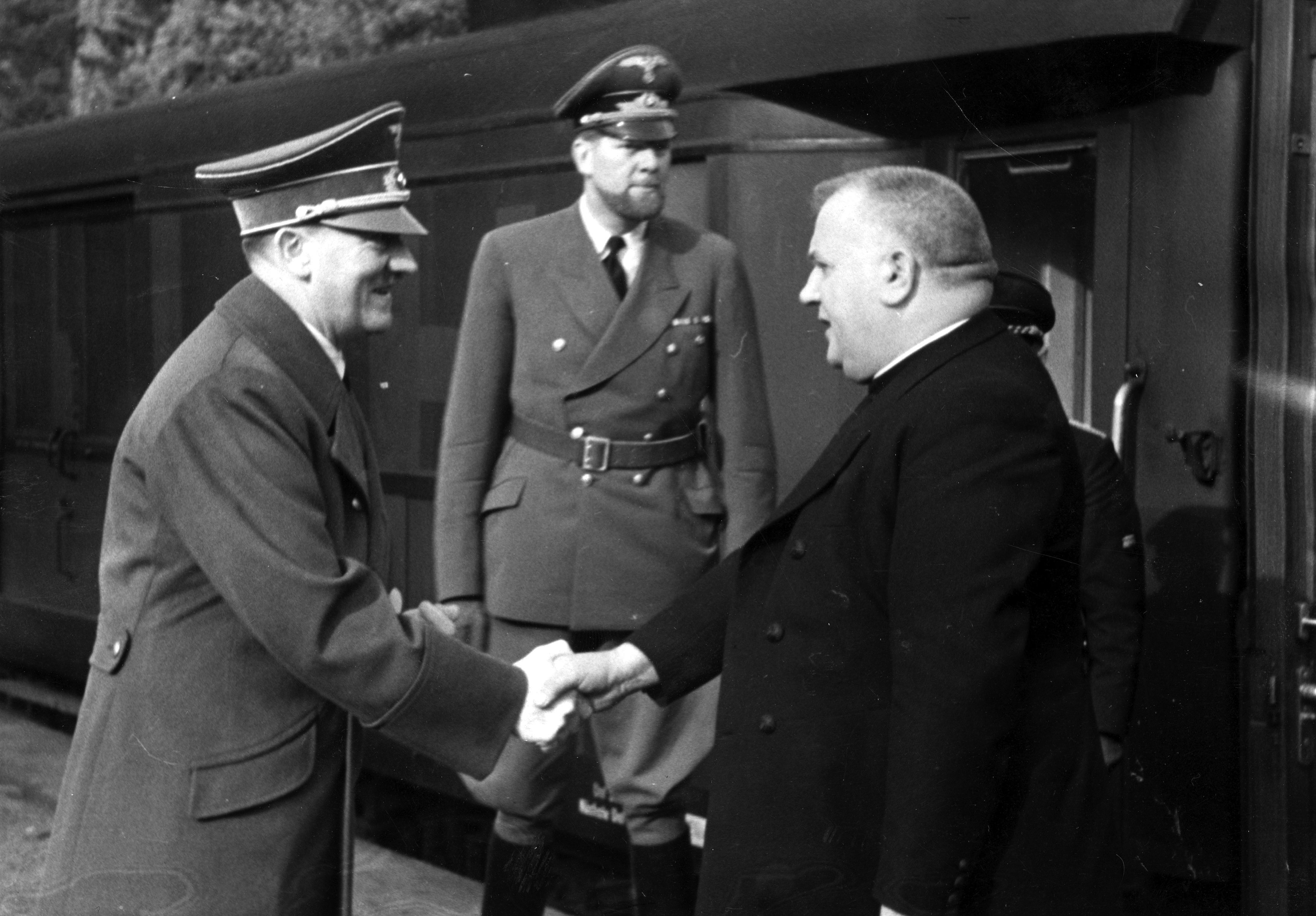
ベルリンでヒトラーの出迎えを受ける（1941）

ヨゼフ・ティソ（Jozef Tiso, 1887年10月13日 - 1947年4月18日）は、チェコスロバキアおよびスロバキアの政治家、聖職者。司祭。ナチス・ドイツの傀儡政権とされるスロバキア共和国の首相と大統領を務めた。

## 生涯

### 聖職者
ティソは当時オーストリア＝ハンガリー帝国に支配されていたスロバキアのナジビッチェ(現在のビトチャ(en:Bytča))に生まれた。ニトラの司教の援助の下、ウィーンの神学校でカトリック教会の聖職者教育を受けた。1909年に神学校を卒業し司教の秘書を務めた後、女子中等学校の神学講師を務めていた。
第一次世界大戦時にはハンガリー王国軍の従軍司祭を務めていた。終戦後にはニトラの神学校と高等修道士学校の講師を務めていたが、スロバキア人民党に参加し、政治活動を始めた。スロバキア人民党はスロバキア最大の政党であり、カトリックに基づく保守主義とスロバキアの民族自決を主張する政党であった。ティソは党内で精神的指導者として頭角を現しつつあったが、国会議員の選挙には落選を続けていた。

### 政治家
1924年には西部スロバキアのバーノウツェ・ナド・ベブラボウ教区司祭に就任した。一方で1925年には国会議員に初当選した。
1927年にはシュヴェフラ率いる連立政権の内閣に厚生労働・スポーツ担当大臣として入閣し、1930年にはスロバキア人民党の副党首となり、1938年8月にスロバキア民族主義者で人民党党首のアンドレイ・フリンカが死去すると事実上の指導者となった。

### スロバキア独立

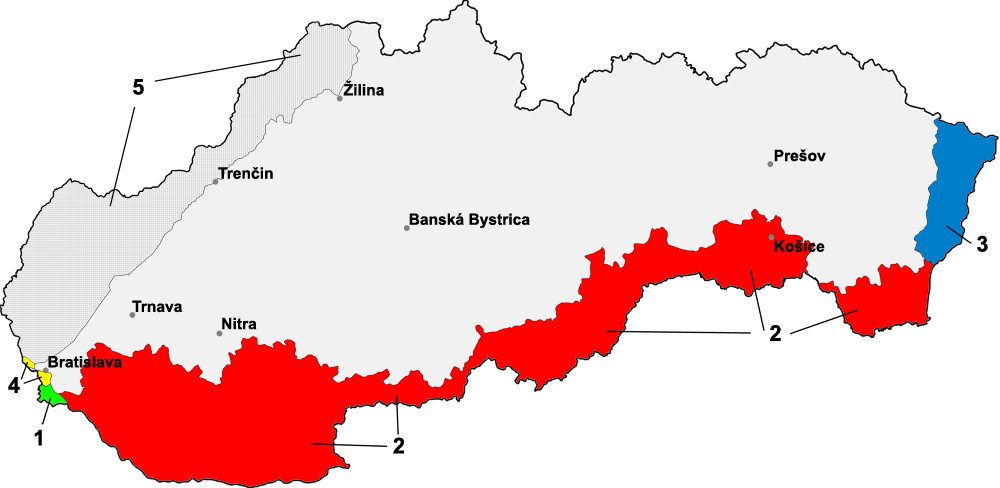
スロバキアの領土の変遷。赤色の地域がウィーン裁定によりハンガリーへ割譲された。

1938年9月、ナチス・ドイツのズデーテン地方要求に端を発したズデーテン危機が発生し、チェコスロバキアは大きな動乱に見舞われた。『民族自決』の名の下にチェコスロバキア国内では各民族の分離独立運動が高まった。
9月22日、ハンガリー王国はマジャル人の多く住む、ハンガリーの旧領であるスロバキアとカルパティア・ルテニアの割譲をチェコスロバキア政府に要求したため、スロバキアの民族運動は激化した。ミュンヘン協定の結果、スロバキアの帰属は国際委員会の裁定と人民投票によって決まることになったが、ハンガリーはこれを不服として軍の動員を行った。
ヤン・シロヴィー内閣はティソをスロバキア担当相として閣内に迎えたが、スロバキアの民族運動は激しさを増し、10月6日にはスロバキア自治政府が成立を宣言し、ティソは自治政府首班に就任した。10月にはスロバキア人民党の正式な党首に就任している。11月8日、ハンガリーの領土要求を解決するため、ウィーンにおいてドイツとイタリアによる第一次ウィーン裁定が行われ、南部スロバキアと南部カルパティア・ルテニアの割譲が決定された。スロバキアはこれに大きく反発して独立運動が活発になり、共産党を除くスロバキアの全政党はスロバキア人民党に合流し、ティソはその党首となった。11月26日、チェコスロバキア政府はスロバキアの自治を認めたが、11月28日にティソはスロバキア担当相を辞職、チェコスロバキア政府から離れた。
1939年1月、チェコスロバキア国内におけるスロバキアとカルパティア・ルテニアの独立運動はより激化した。これに手を焼いたチェコスロバキア政府はアドルフ・ヒトラーに支援要請を行ったが、ドイツ側の要求は過酷を極めたため受諾できなかった。進退窮まったチェコスロバキア政府は独立運動の弾圧を決し、1939年3月6日にカルパティア・ルテニア、3月9日にスロバキアの自治政府罷免を発表した。10日にはティソをはじめとするスロバキア自治政府要人は逮捕・軟禁され、スロバキア国内に戒厳令が敷かれた。しかしこの措置はドイツの介入を招くことになり、ティソはドイツの支援の元に脱出し、3月13日にはベルリンに招かれた。ヒトラーはティソにスロバキア独立を宣言することを強要し、行わなかった場合にはドイツ軍が介入すると通告した。ティソはドイツが用意した独立宣言案とドイツに対する保護国要請を携えてスロバキアの首都ブラチスラヴァに戻った。
3月14日、ブラチスラヴァでスロバキア議会が開かれ、ティソとヒトラーの会談録を討議した上で「スロバキア共和国」の独立を宣言した。ティソは議会によって首相に選出されている。同日カルパティア・ルテニアも独立を宣言してカルパト・ウクライナ共和国となり、残ったチェコも15日にはドイツに併合されてベーメン・メーレン保護領となり、チェコスロバキアは消滅した。しかしスロバキアは実質的にはドイツの傀儡政権であり、独自の政治指導を行うことはできなかった。ハンガリーはあくまで旧領復活を求め、3月17日にカルパト・ウクライナ共和国を併合、3月23日にはスロバキアに侵攻した（スロバキア・ハンガリー戦争。en:Slovak–Hungarian War）。独立したばかりのスロバキアはこれに対抗したが、同日にはドイツとの保護条約が成立しており、ドイツが仲介に入った。ドイツの裁定により、ウィーン裁定の国境線が確定することになり、スロバキアはハンガリーに南部スロバキアを割譲することを余儀なくされた。10月26日にティソはスロバキアの初代大統領に就任している。

### 政治姿勢
1940年のザルツブルク会議で国家社会主義を促進することで合意、スロバキアにおけるホロコーストが始まった。政治主張的には親独・親ナチスであることに変わりはないものの、支持基盤がカトリック団体中心で教権主義、宗教保守主義的であった。またティソは生粋の反ユダヤ主義者と言っても過言ではなく、民族浄化・文化の排除政策を施行しスロバキアに居住する3分の2のユダヤ人が虐殺された。

### 第二次世界大戦
ティソは、ナチス・ドイツとの間に結ばれた「保護条約」に従い、首相のヴォイテフ・トゥカと共に二頭体制を敷いて親独的な政策を実行した。
第二次世界大戦が勃発すると、スロバキア共和国も枢軸国側に立って独ソ戦に参戦した。しかし、自身がカトリック教徒で保守的な宗教勢力を基盤としていたティソと、ユダヤ人弾圧などを主張しファシズム傾向が強かったトゥカの間には次第に齟齬が生じるようになり、路線対立が目立つようになる。
第二次大戦中、スロバキア共和国政府はナチスのホロコーストに加担し、ユダヤ系住民をドイツ領内の強制収容所に移送して約7万人のユダヤ人を死に追いやった。また、1944年にはスロバキア共和国軍およびパルチザンの一部が連携して起こした反乱であるスロバキア民衆蜂起の鎮圧を実行した。

### 処刑
1945年ソ連軍がスロバキア領内に侵攻すると、ティソの率いるスロバキア政府はオーストリアのクレムスミュンスターに亡命した。5月8日にスロバキア亡命政府がアメリカ軍に降伏した後は南バイエルンの修道院に潜伏していた。しかし6月にアメリカ軍によって逮捕・拘留され、10月末チェコスロバキアに引き渡された。
1946年12月から翌1947年4月までブラチスラヴァで開催された「国民裁判」で、ティソは主犯として戦争犯罪を問われ、死刑判決を受けた。4月18日に絞首刑に処された。遺体は殉教者と見られるのを恐れ、ひそかに埋葬された。
ティソに対する評価は、スロバキアの歴史上の重要な争点の一つである。2001年4月18日には、ブラチスラヴァでティソを追悼する集会が開催され話題となった。